# Malabuyoc
Malabuyoc (Bayan ng Malabuyoc) är en kommun i Filippinerna. Kommunen tillhör provinsen Cebu och ligger på ön med samma namn. Folkmängden uppgår till 17 015 invånare.
Malabuyoc är indelat i 14 barangayer.